# Trần Thanh Lâm
Trần Thanh Lâm (sinh 11 tháng 9 năm 1973) là một chính trị gia người Việt Nam. Ông hiện giữ chức vụ Phó Trưởng ban Tuyên giáo và Dân vận Trung ương. Ông từng là Phó Bí thư thường trực tỉnh ủy Bến Tre nhiệm kỳ 2020 - 2025; Phó Trưởng ban Tuyên giáo Trung ương.

## Quá trình công tác
- Ông Trần Thanh Lâm từng giảng dạy tại Trường cao đẳng Sư phạm Hà Nam, kinh qua các chức vụ Phó chánh Văn phòng T.Ư Đoàn kiêm Thư ký Bí thư thứ nhất T.Ư Đoàn; Thường vụ Ban Chấp hành T.Ư Đoàn, Trưởng ban Tuyên giáo T.Ư Đoàn; Phó tổng biên tập Báo Tiền Phong; Phó giám đốc Quỹ Hỗ trợ Tài năng trẻ Việt Nam.
- Tháng 2.2017, ông Lâm được điều động, bổ nhiệm giữ chức phó vụ trưởng Vụ Báo chí - Xuất bản, Ban Tuyên giáo T.Ư. Hơn 2 năm sau, ông được bổ nhiệm giữ chức vụ trưởng.
- Chiều 3-12-2021, Ban Tuyên giáo Trung ương tổ chức hội nghị triển khai quyết định của Ban Bí thư về công tác cán bộ. Tại hội nghị, ông Phạm Ngọc Linh, Vụ trưởng Vụ Tổ chức cán bộ, Ban Tuyên giáo Trung ương, đã công bố quyết định 398 của Ban Bí thư bổ nhiệm ông Trần Thanh Lâm, Vụ trưởng Vụ Báo chí - xuất bản (Ban Tuyên giáo trung ương), giữ chức Phó trưởng Ban Tuyên giáo trung ương.

## Phó Bí thư thường trực tỉnh ủy Bến Tre nhiệm kỳ 2020 - 2025
Ngày 14 tháng 3 năm 2024, Tỉnh ủy Bến Tre tổ chức hội nghị triển khai quyết định của Ban Bí thư Trung ương Đảng về công tác cán bộ
Tại hội nghị, ông Nguyễn Trọng Nghĩa - Bí thư Trung ương Đảng, Trưởng Ban Tuyên giáo Trung ương - đã trao Quyết định của Ban Bí thư Trung ương Đảng cho ông Trần Thanh Lâm
Theo quyết định, Ban Bí thư Trung ương Đảng điều động ông Trần Thanh Lâm - Phó Trưởng Ban Tuyên giáo Trung ương - về công tác tại Tỉnh ủy Bến Tre, chỉ định giữ chức Phó Bí thư thường trực tỉnh ủy Bến Tre.